# Caner Öztel
Caner Öztel (* 3. Februar 1991 in Of) ist ein türkischer Fußballspieler in Diensten von Alanyaspor.

## Karriere

### Vereinskarriere
Caner Öztel begann mit dem Vereinsfußball in der Jugend von Sitelerspor und wechselte 2004 in die Jugend von Galatasaray Istanbul. Hier spielte er drei Spielzeiten lang ausschließlich für die Jugend- bzw. später für die Reservemannschaft. 2009 erhielt er einen Profivertrag, spielte aber weiterhin für die Reservemannschaft. Mit der Reservemannschaft Galatasarays, der Galatasaray A2, gelang ihm die Meisterschaft der Reservemannschaften in der A2 Ligi.
Nachdem im Sommer 2011 sein Vertrag mit Galatasaray ausgelaufen war, wechselte er zum Zweitligisten Çaykur Rizespor. Am 23. November 2011 debütierte er bei einem Ligaspiel gegen Karşıyaka SK. Zur Rückrunde der Spielzeit 2012/13 wechselte er zum Drittligisten Alanyaspor.

### Nationalmannschaft
Caner Öztel war für die türkische U-17, U-18 und U-19 Jugendmannschaften aktiv.